# Welch Peak, British Columbia
Welch Peak är en bergstopp i Kanada.   Den ligger i provinsen British Columbia, i den södra delen av landet, 3 400 km väster om huvudstaden Ottawa. Toppen på Welch Peak är 2 431 meter över havet. Welch Peak ingår i Skagit Range.
Terrängen runt Welch Peak är bergig söderut, men norrut är den kuperad. Welch Peak är den högsta punkten i trakten. Runt Welch Peak är det mycket glesbefolkat, med 4 invånare per kvadratkilometer.. Närmaste större samhälle är Agassiz, 15,2 km nordväst om Welch Peak. 
I omgivningarna runt Welch Peak växer i huvudsak barrskog.